# Meike Niedbal
Meike Niedbal (* 1977 in Göttingen) ist eine deutsche politische Beamtin. Sie war vom 1. März 2022 bis zum 27. April 2023 Staatssekretärin für Mobilität in der Berliner Senatsverwaltung für Umwelt, Mobilität, Verbraucher- und Klimaschutz.

## Leben
Niedbal absolvierte 1996 ihr Abitur am Max-Planck-Gymnasium in Göttingen. Anschließend studierte sie ab 1997 Volkswirtschaftslehre an der Georg-August-Universität Göttingen und Betriebswirtschaftslehre an der Humboldt-Universität zu Berlin, wo sie ihr Studium 2001 als Diplom-Kauffrau abschloss. An der Humboldt-Universität war sie anschließend von 2001 bis 2005 am Institut für Industriegütermarketing als wissenschaftliche Mitarbeiterin tätig und wurde 2005 zur Dr. rer. pol. promoviert. Von 2005 bis 2008 arbeitete sie als Beraterin bei Accenture. Von 2009 bis 2022 war sie in verschiedenen Funktionen bei der Deutschen Bahn AG tätig, zuletzt im Bereich Smart Cities und im Produkt- und Portfoliomanagement der DB Station&Service.
Am 23. Dezember 2021 wurde sie zur Staatssekretärin für Mobilität in der Berliner Senatsverwaltung für Umwelt, Mobilität, Verbraucher- und Klimaschutz ernannt, trat dieses Amt aber erst am 1. März 2022 an. Für Niedbals Ernennung gab es überwiegend positive Resonanz, vor allem, da sie Erfahrung im Bereich Mobilität mitbrachte. Vor dem Hintergrund der laufenden S-Bahn-Ausschreibung, an der sich mutmaßlich auch die Deutsche Bahn beteiligen wird, wurden jedoch auch mögliche Interessenkonflikte Niedbals aufgrund ihres vorherigen Arbeitgebers befürchtet.
Im Juni 2022 übernahm sie turnusmäßig den Aufsichtsratsvorsitz des Verkehrsverbunds Berlin-Brandenburg (VBB).
Mit Amtsantritt des neuen Berliner Senats schied Niedbal am 28. April 2023 aus der Senatsverwaltung aus. Ihre Nachfolgerin als Staatssekretärin wurde Claudia Stutz.
Sie ist, als Leiterin Konzernentwicklung, wieder für die Deutsche Bahn tätig.